# Naissance des pieuvres
Naissance des pieuvres è un film del 2007 diretto da Céline Sciamma.
La pellicola, il cui titolo è traducibile in italiano come Nascita delle piovre e che internazionalmente è conosciuta anche come Water Lilies, è stata presentata nella sezione Un Certain Regard al 60º Festival di Cannes.

## Trama
Marie ed Anne sono due amiche quindicenni alle prese con i primi amori e problemi adolescenziali.
Un giorno Marie, assistendo ad un'esibizione di nuoto sincronizzato, si invaghisce di una delle nuotatrici, la coetanea Floriane, bellissima e spigliata. Marie, pur di starle vicino, comincia a frequentare i suoi allenamenti e a farle molti favori, dando vita ad una sorta di amicizia; ma poco a poco scopre come Floriane sia meno disinibita di quel che sembri e capisce di essersi innamorata di una ragazza meno matura di lei.
Marie decide così di recuperare l'amicizia di Anne, che aveva accantonato.

## Critica
Rotten Tomatoes assegna al film un punteggio di 6,5/10.

## Riconoscimenti
- Premio Louis-Delluc per l'opera prima nel 2007.
- Nomination al Premio César nel 2008 per la migliore promessa femminile (Louise Blachère e Adele Haenel) e per la migliore opera prima.